# Habrotrocha crassa
Habrotrocha crassa is een raderdiertjessoort uit de familie Habrotrochidae. De wetenschappelijke naam van deze soort is voor het eerst geldig gepubliceerd in 1949 door Donner.